# Henrik Pontoppidan
Henrik Pontoppidan (ur. 24 lipca 1857 we Fredericii, zm. 21 sierpnia 1943 w Ordrup koło Kopenhagi) – duński pisarz, felietonista, przedstawiciel realizmu krytycznego.
W swoim pisarstwie koncentrował się na losach biedoty chłopskiej i stawiał filozoficzne pytania o sens bytu i granice poznania.
W roku 1917 otrzymał literacką Nagrodę Nobla za realistyczny opis bogatej duńskiej codzienności na przełomie wieków XIX i XX.
Do najważniejszych powieści Pontoppidana należą Det forjættede land („Ziemia obiecana”, 1891–1895), epicki, lekko autobiograficzny Lykke-Per („W czepku urodzony”, 1898–1904) oraz De dødes rige („Królestwo umarłych”, 1912–1916).